# دياتكوفو
دياتكوفو (بالروسية: Дятьково) هي إحدى مدن روسيا في الكيان الفدرالي الروسي بريانسك أوبلاست.